# مقايسة الحساسية للكيماويات
مقايسة الحساسية للكيماويات هو اختبار معملي يقيس عدد الخلايا السرطانية التي يتم قتلها بواسطة العلاج الكيميائي. يتم إجراء الاختبار بعد إزالة الخلايا السرطانية من الجسم. قد يساعد اختبار مقايسة الحساسية للكيماويات في اختيار أفضل دواء أو أدوية للسرطان الذي يتم علاجه. الهدف منه هو تقدير عدد الخلايا السرطانية التي تم قتلها بواسطة العلاج الكيميائي.
ومع وجود العشرات من عوامل العلاج الكيميائي ومئات التركيبات المتاحة للعلاج، غالبًا ما يختار أطباء الأورام نظامًا من البروتوكولات القياسية التي تم تطويرها في التجارب السريرية.